# Scapteromys
Scapteromys és un gènere de rosegadors de la família dels cricètids. Les espècies d'aquest grup són oriündes de Sud-amèrica. Tenen una llargada de cap a gropa de 15-20 cm, una cua de 13-17 cm i un pes de 110-200 g. El pelatge dorsal és de color gris negrenc, mentre que el ventral és gris pàl·lid. Tenen un estil de vida semiaquàtic.